# 쇤라인슈트라세역
쇤라인슈트라세역(U-Bahnhof Schönleinstraße)은 베를린 프리드리히스하인크로이츠베르크구 크로이츠베르크에 있는 U8의 역이다. 코트부서 담(Kottbusser Damm)과 싱케슈트라세(Schinkestraße) 및 쇤라인슈트라세가 만나는 지점에 있으며, 크로이츠베르크와 노이쾰른의 경계선에 인접해 있다. 19451년부터 1992년까지는 코트부서 담역으로 불렸다.
역의 이름은 프리드리히 빌헬름 4세의 주치의이자 결핵을 연구했던 요한 루카스 쇤라인(Johann Lukas Schönlein)에서 왔다.

## 역사
계획 당시의 역명은 뵈크슈트라세(Boeckhstraße)였으나 1927년 7월 17일 개통 직전에 역명이 변경되었다. 역 설계자는 알프레드 그레난데르였다. 개통 이후부터 1928년 2월 12일까지는 당시 D선의 북쪽 종착역이었다.
승강장 길이는 130 m, 너비는 8 m이며 지하 6.7 m에 위치해 있다. 승강장 양쪽 끝에서 대합실로 연결되며, 코트부서 담의 양쪽으로 이어지는 출입구가 있다. 뵈크슈트라세 쪽으로 연결되는 추가 출입구는 제2차 세계 대전 당시 피해로 철거되었다. 남쪽 대합실에서 승강장으로 내려가는 곳에 에스컬레이터가 설치되어 있다. 승강장 중앙부 사각 기둥은 타일로 마감되어 있고, 대합실에도 비슷한 기둥이 설치되어 있다. 승강장 외벽 타일은 회녹색 및 갈색/보라색이며, 양측 대합실은 서로 다른 색상의 타일을 사용한다.
2020년부터 개보수 공사가 진행되면서 엘리베이터가 설치될 예정이다.

## 매체에서의 등장
2016년 12월 25일 이 역에 있었던 노숙자의 옷에 불을 지르는 사건이 발생했다. 지나가던 승객이 빠르게 진화하면서 노숙자는 부상당하지 않았다. 15세에서 21세 사이의 청소년 7명이 용의자로 체포되었다.
2019년 2월 20일에는 노숙자가 칼로 공격당하는 사건이 발생했다. 지나가던 승객이 용의자를 빠르게 진압했다. 사건 현장은 녹화되어 인터넷에 공개되었다.
타트오르트 에피소드 중 《Gegen den Kopf》에서 이 역에서 청소년 2명이 행인에게 공격당하여 사망하는 장면이 그려진다.

## 인접 철도역
| 베를린 지하철 8호선              | 베를린 지하철 8호선 | 베를린 지하철 8호선         |
| -------------------------------- | ------------------- | --------------------------- |
| 헤르만플라츠 헤르만슈트라세 방면 | U8                  | 코트부서 토어 비테나우 방면 |